# ニーダーザクセン (フリゲート)
ニーダーザクセン（ドイツ語: Niedersachsen, F 208）は、ドイツ海軍のフリゲート。ブレーメン級フリゲートの2番艦。艦名はニーダーザクセン州に由来する。

## 艦歴
「ニーダーザクセン」は、ヴェーザーブレーメン造船所で1979年11月9日に起工し、1980年6月9日に進水、最終工程をブレーマー・フルカン造船所で仕上げて1982年10月15日に就役した。第2機動隊群第4フリゲート戦隊に所属し、ヴィルヘルムスハーフェンを母港としていた。
2004年にNATOの常設海洋部隊（SNFL）に参加、2007年には国際連合レバノン暫定駐留軍の枠組みに基づき地中海での作戦行動に出動する。2008年には地中海で実施されたNATOの演習に参加。2010年2月には南アフリカ軍と合同演習を実施した。
2011年3月にはアタランタ作戦に参加するためソマリア沖・アデン湾に展開していたが、新型のバーデン・ヴュルテンベルク級フリゲートの建造が開始されたことに伴い、2015年6月26日に退役した。